# 洪堯進
洪堯進（1933年8月6日—2003年10月9日），台灣戲曲樂師、樂器工藝家，台灣彰化縣二林鎮人，人稱「堯進師」、「阿進師」，未曾退休，2003年10月9日因心臟病在台灣台北市辭世。
洪堯進是台灣歌仔戲鼓師王清松的岳父。其中1個女兒洪鳳儀是歌仔戲演員，工旦行。
洪堯進長期在各大歌仔戲團擔任主弦及領奏，包括楊麗花歌仔戲團、李如麟歌仔戲團、黃香蓮歌仔戲團、早期的河洛劇團。在華視上映的葉青歌仔戲團中，《孔明三氣周瑜》和《秋江煙雲》等多齣戲中擔任領奏。曾於台北市國家戲劇院和美國紐約林肯中心中，由葉青歌仔戲團演出的大型舞台歌仔戲《冉冉紅塵》任主弦。於2000年在公共電視上檔的明霞歌劇團歌仔戲《洛神》亦由他領奏。
他長期擔任鍾任壁掌中劇團的領奏樂師，擔任嗩吶和胡琴，曾隨團到歐洲多國演出。並合作錄製了《火雲洞》等多部布袋戲戲碼，由台灣國立傳統藝術中心出版。他曾與王振義合作，錄製了《琴劍恨》歌仔戲音樂專輯，在專輯中擔任領奏琴師（主弦）。在國立傳統藝術中心出版的《大家來唱歌仔戲》歌仔戲音樂藝術欣賞專輯擔任音樂指導和主弦。於電影《沙河悲歌》中飾演歌仔戲琴師，並實際演奏。
洪堯進擅長製作喇叭弦、六角弦、二胡、大廣弦、殼仔弦，京胡、京二胡、嗩吶、管、笛、簫、月琴，亦懂製作三弦、揚琴。賴達逵、林金泉是其入室弟子。改良喇叭弦這種樂器，發明出便於攜帶的改良式喇叭弦。

## 延伸閱讀
賴達逵，《台灣歌仔戲胡琴音樂研究》，南華大學美學與藝術管理研究所碩士論文，2004年，嘉義。